# Samuel Celestino

Jornalista Samuel Celestino

Samuel Celestino é um jornalista brasileiro, comentarista político e empresário radicado em Salvador.

## Biografia
Samuel Celestino foi presidente da Associação Bahiana de Imprensa (ABI) e ocupa a cadeira 23 da Academia de Letras da Bahia. O jornalista Samuel Celestino dedicou sua vida a informar o público e ajudá-lo a criar uma consciência crítica a partir dos fatos que aconteceram na Bahia, Brasil e no mundo. Tem foco no jornalismo político, onde atua desde a década de 1960.
É sócio-fundador do site Bahia Notícias. Celestino nasceu em Itabuna, mas foi em Salvador, como estudante de direito, que floresceu para as letras, na década de 1960.
Tornou-se repórter especial do Jornal da Bahia em apenas três meses de trabalho. Em seguida, foi Editor de política do Jornal A Tarde em 1975, presidente da ABI em 1986, colunista especial de política do Jornal A Tarde em 1988, e consultor de política, direito e jornalismo, além de escritor.